# Pressglas

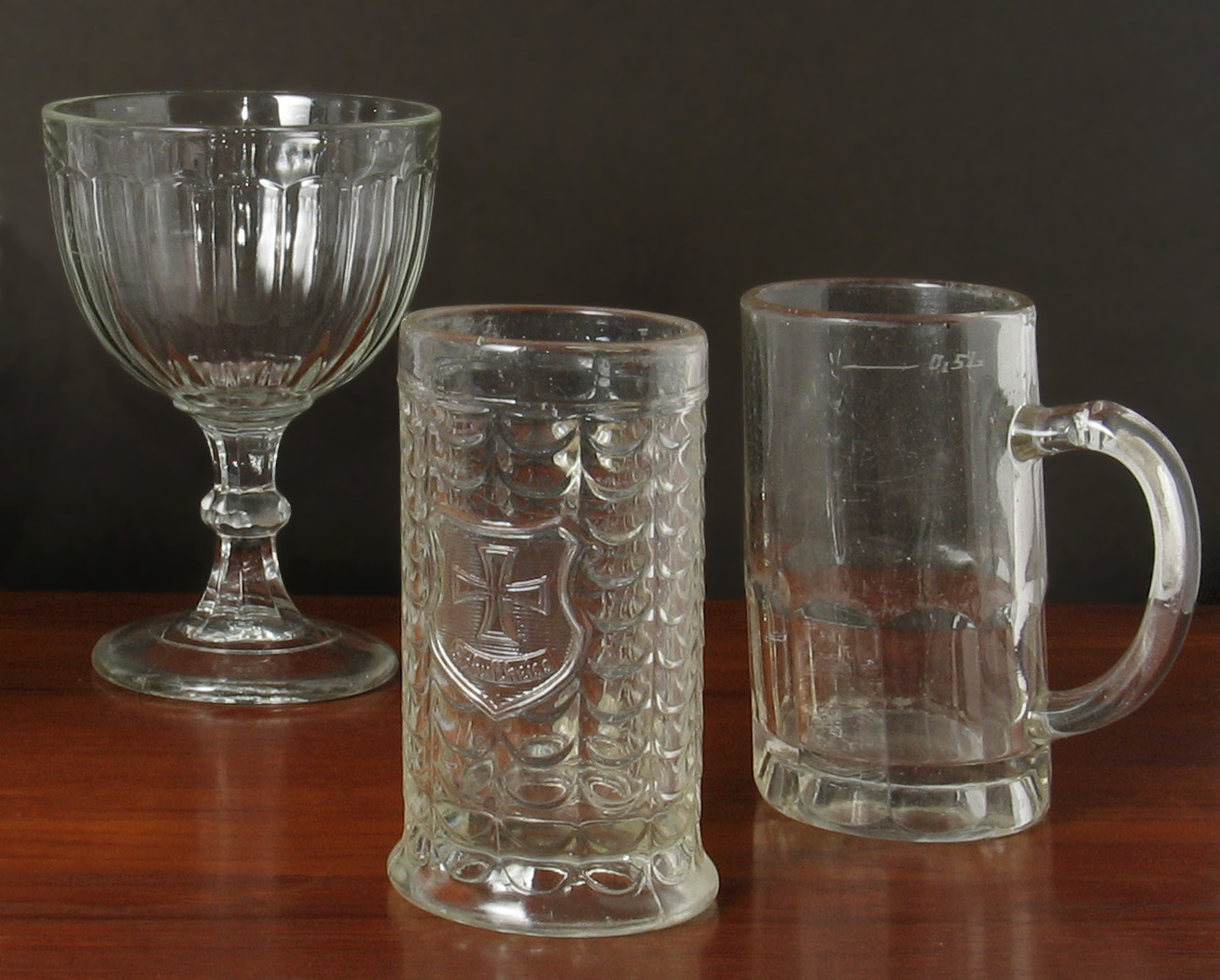
Weißbierglas (Berliner Weiße) und Humpen, nach 1900

Pressglas ist in mechanisierten Prozessen gepresstes Glas. In der Regel wird das flüssige Glas zuvor in eine Form geblasen, es gibt aber auch reines Pressen. Industriell hergestelltes Pressglas gibt es seit Anfang des 19. Jahrhunderts.

## Althergebrachtes Formblasen

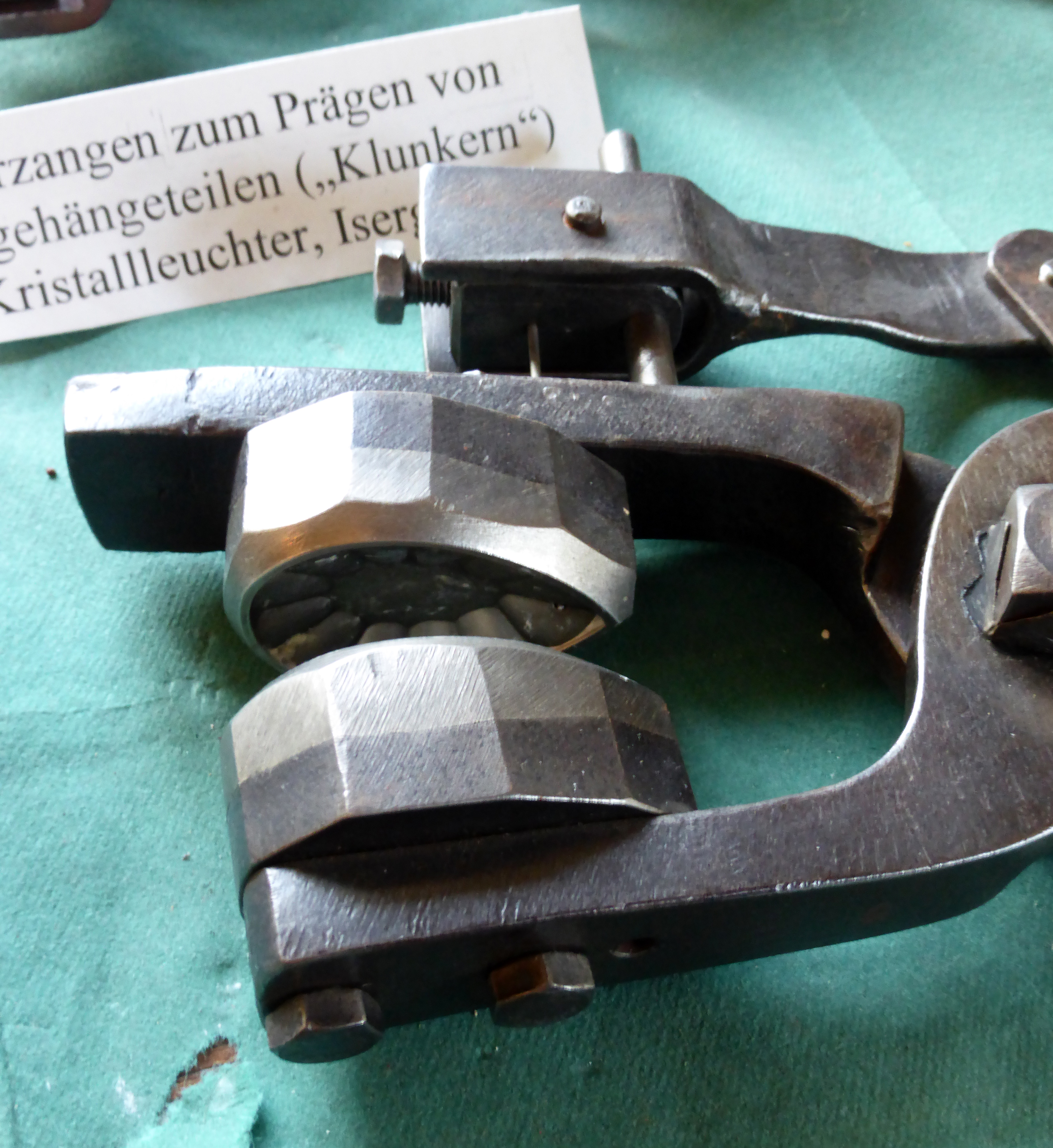
Lüsterzange zum Prägen von Lüster-Behangteilen.

In Form geblasenes Glas kennt man schon aus der Antike. In neuerer Zeit war das Blasen in eine Form nicht nur eine technische Vereinfachung, sondern bot auch die Möglichkeit, gleich geformte und gleich große Gläser herzustellen. Diese Methode war in allen europäischen und amerikanischen Glashütten gängige Praxis.
Die meist in zwei Hälften geteilten Formen bestanden aus Holz und wurden nach dem fertigen Aufblasen des Glases geöffnet. Bei rotationssymmetrischen Formen konnte der Glasbläser mit Hilfe der vorher gewässerten Holzform das Teil dauernd drehen, so dass das Glas möglichst rund und glatt wurde. Die Oberfläche von Gläsern, die aufgrund ihrer Form nicht gedreht werden konnten, wurde zum Beispiel durch erneutes Erhitzen im Glasofen geglättet.

## Entwicklung des Pressglases

### Mechanisierte Produktion

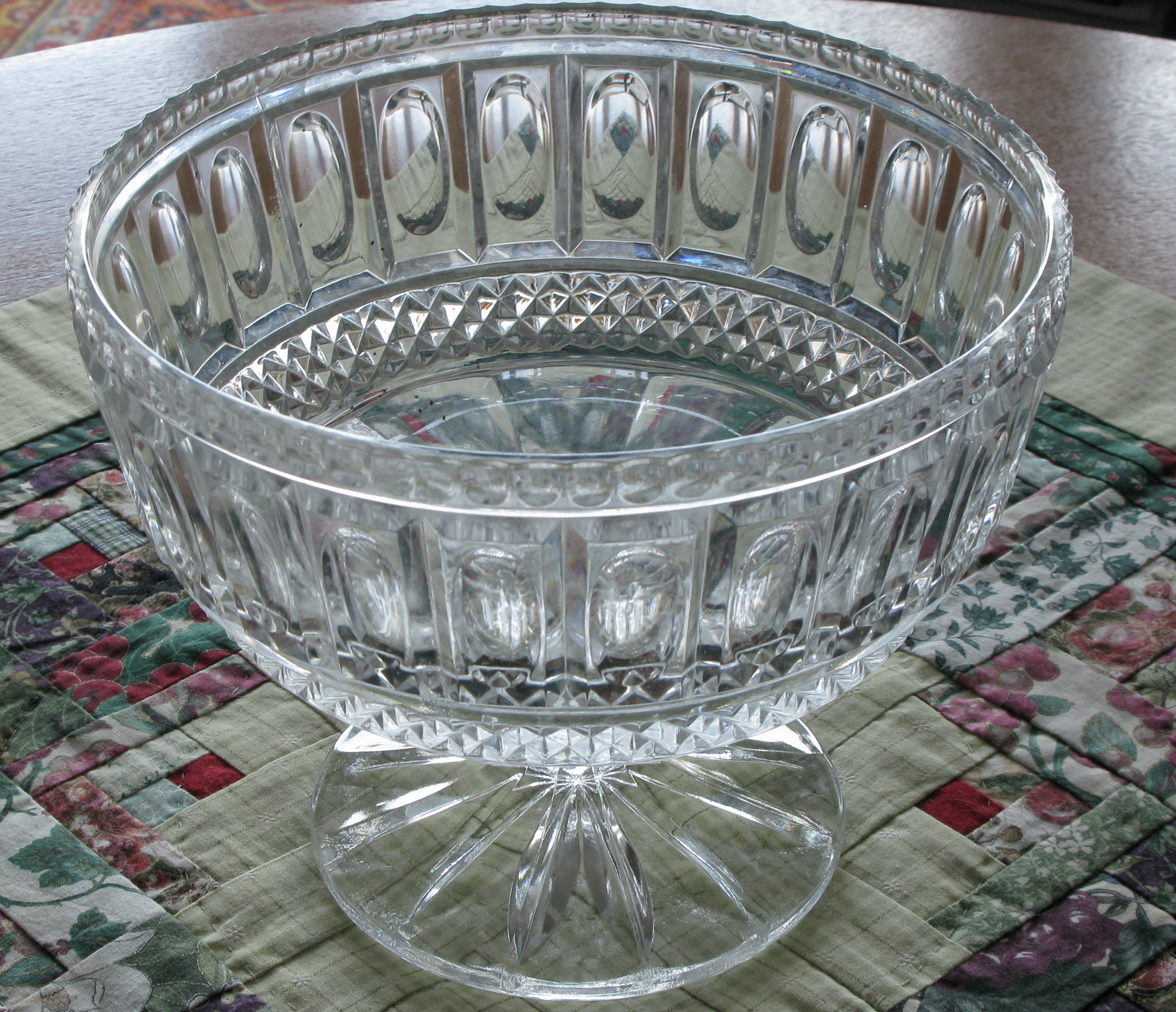
Fußschale aus Pressglas, die wie geschliffen aussieht

Die ersten Fertigungslinien wurden 1825 und 1828 offenbar gleichzeitig in der Nähe von Boston von zwei neuenglischen Glashütten entwickelt – der New England Glass Company in Cambridge und der Sandwich Glass Company in Sandwich. Der entscheidende Schritt wurde Deming Jarves in Sandwich zugeschrieben. Vor allem seine Glasfabrik wurde für ihr Pressglas bekannt.
Besondere Bedeutung für die industrielle Herstellung von Pressglas hatten der Luftkolben bzw. die Pressluft und vor allem die in den 1820er Jahren erfundene Handhebelpresse. Weil die Gläser nicht mehr gedreht werden konnten, ging man sehr bald von den verschleißanfälligen Holzformen auf Formen aus Metall über. Die Pressform trägt in der Regel ein Muster, während der Stempel, der das Glas an die Wand der Form drückt, glatt bzw. eben ist. Beim Einblasen mit Pressluft ist die innere Oberfläche zwar auch glatt, folgt aber den äußeren Formen des Glases. Die mehrteiligen Pressformen hinterlassen außen am fertigen Produkt sichtbare Pressnähte.
Pressglas hat eine stumpfere Oberfläche und weichere Konturen als geschliffenes Glas. Diese Nachteile wurden zunächst durch „gekörnte“ Muster – unzählige kleine erhabene Punkte und somit entstehende Lichtbrechungen – ausgeglichen, was auch Unebenheiten des Glases kaschierte. Ab etwa 1840 erhielten Pressgläser ihren Glanz durch eine „Feuerpolitur“.

### Gebrauchsglas für jedermann

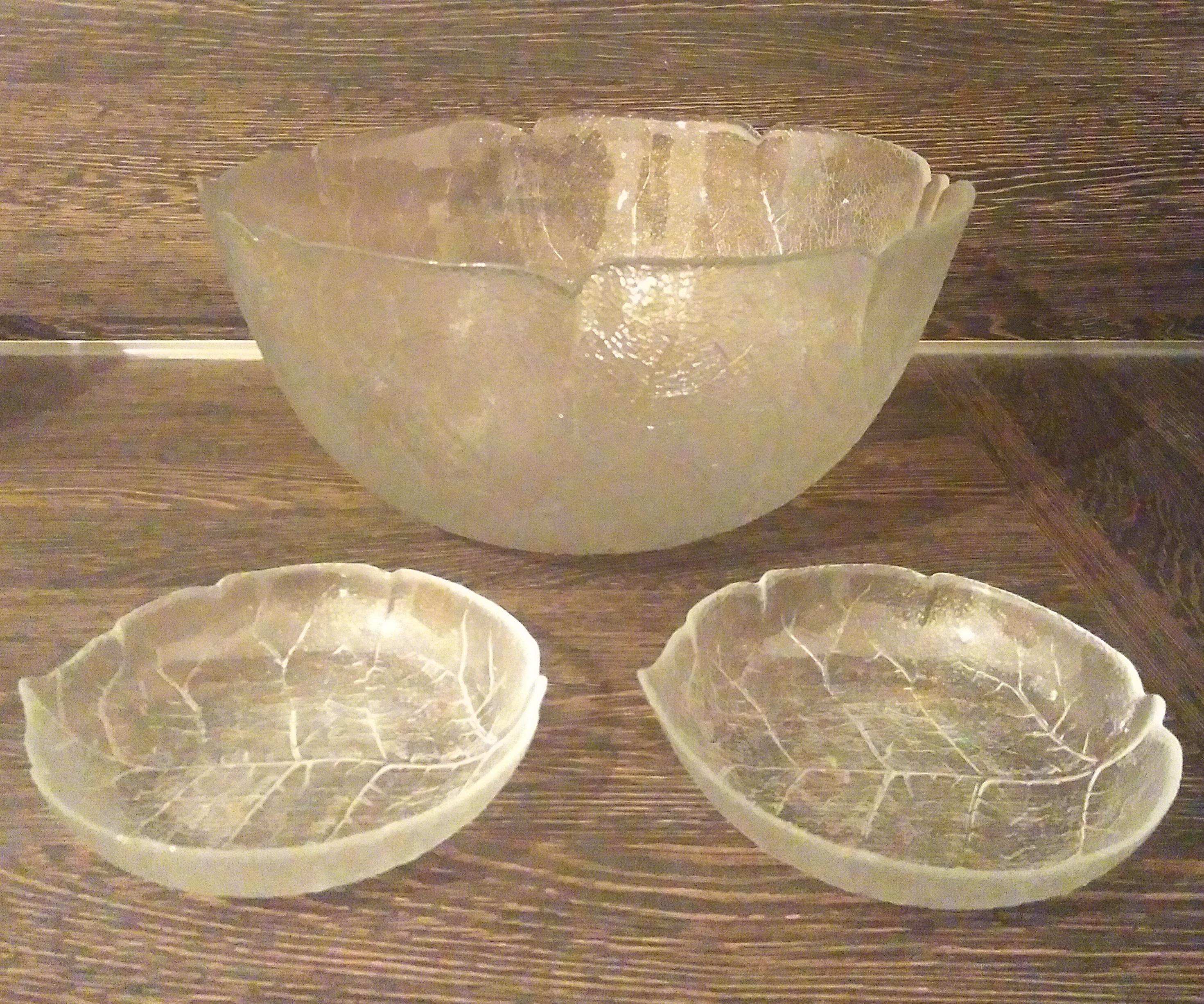
Teile der Serie Luminarc Aspen, besonders in Deutschland populäres Glasgeschirr

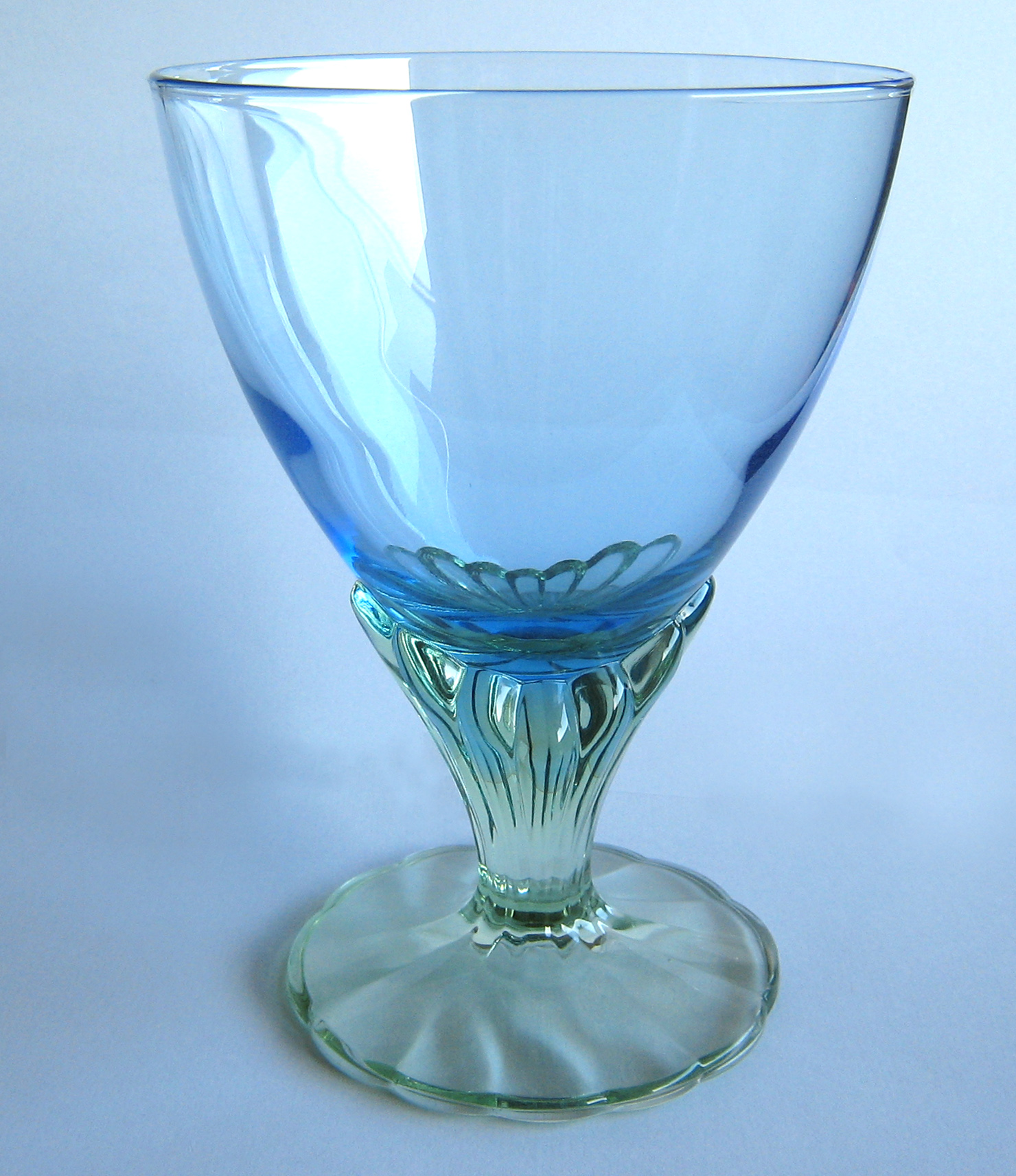
Glas aus den 1980er Jahren mit Fuß aus Pressglas

Die industrielle Massenproduktion brachte dem Pressglas auch den Beinamen „Glas der armen Leute“ ein. Hergestellt wurden zum Beispiel Trinkbecher aller Art, Biergläser, Teller, Glasschüsseln, Dosen sowie Glasdachziegel. In der Zeit um 1870 begann man, das kostbare und teure europäische Kristallschliffglas zu imitieren, z. B. Fußbecher im Stil des böhmischen Biedermeiers. In den 1880er und 1890er Jahren nahm die Glashütte Vallérystal in Elsaß-Lothringen vor allem Dosen mit Tier- und Pflanzenmotiven in ihr Pressprogramm auf.
Die Zeit des Art déco nach dem Ersten Weltkrieg wurde von einfachen Formen sowie auf farbige Flächen und Linien reduzierten Dekoren bestimmt. Eine Verzierungsart, die in den 1930er Jahren insbesondere für Vasen und ähnliche Gegenstände Verwendung fand, war das Oralit (auch Achat-Kunstglas, Marmorglas, im englischen Sprachraum Cloud glass oder Slag glass genannt).

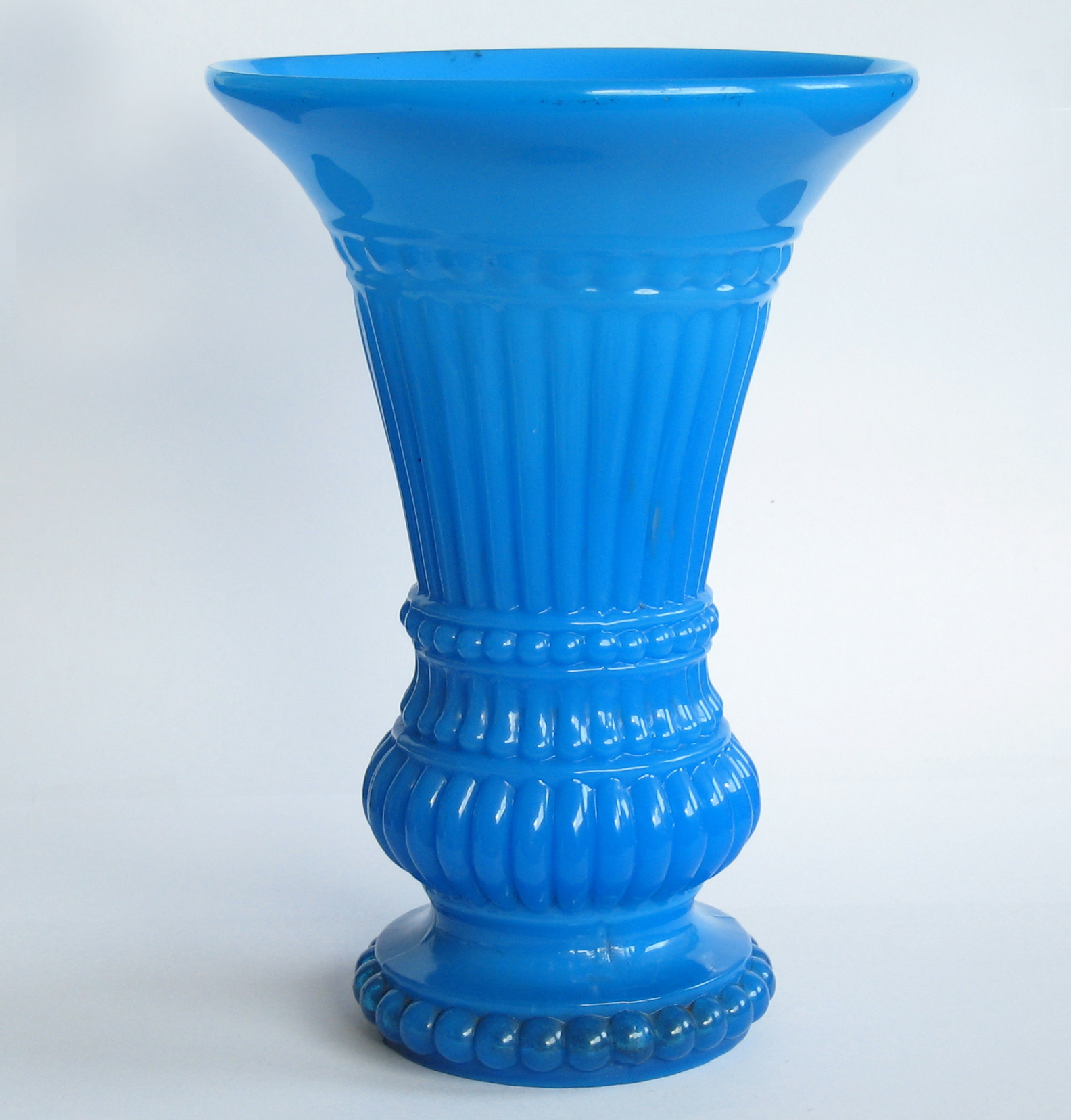
In Holzform geblasene Vase, um 1840
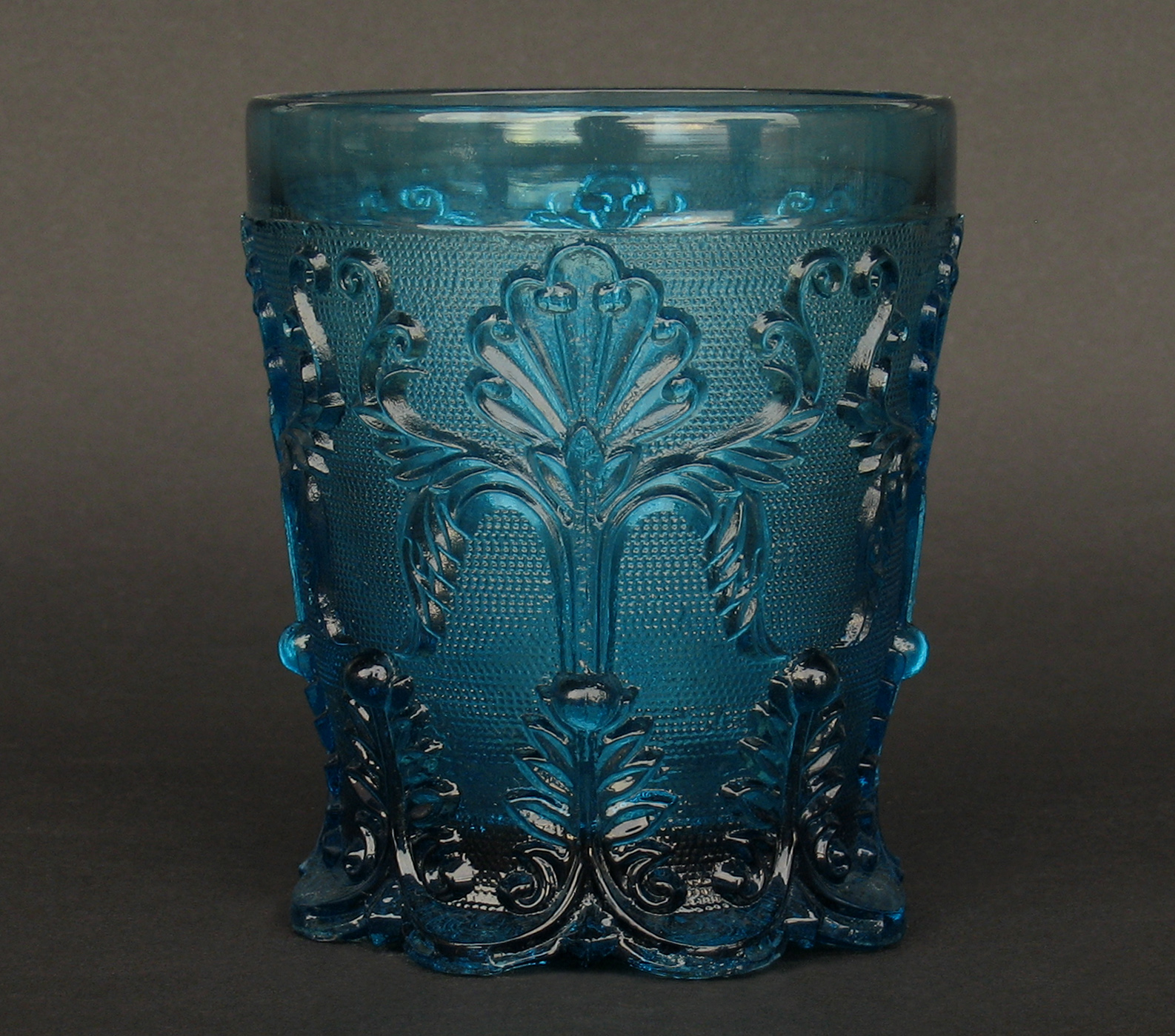
Becher, Frankreich 19./20. Jahrhundert
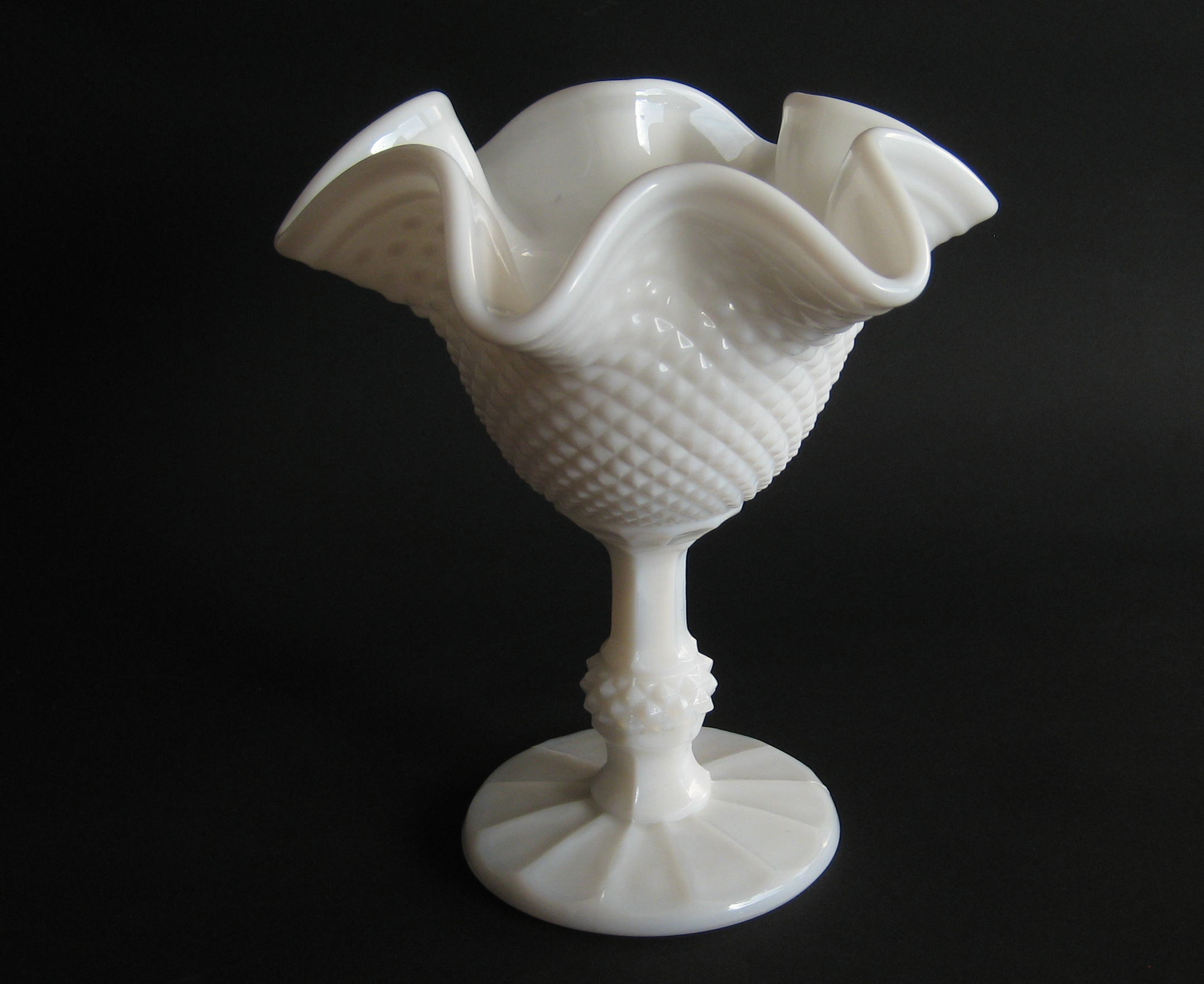
Fußschale aus Milchglas, um 1900
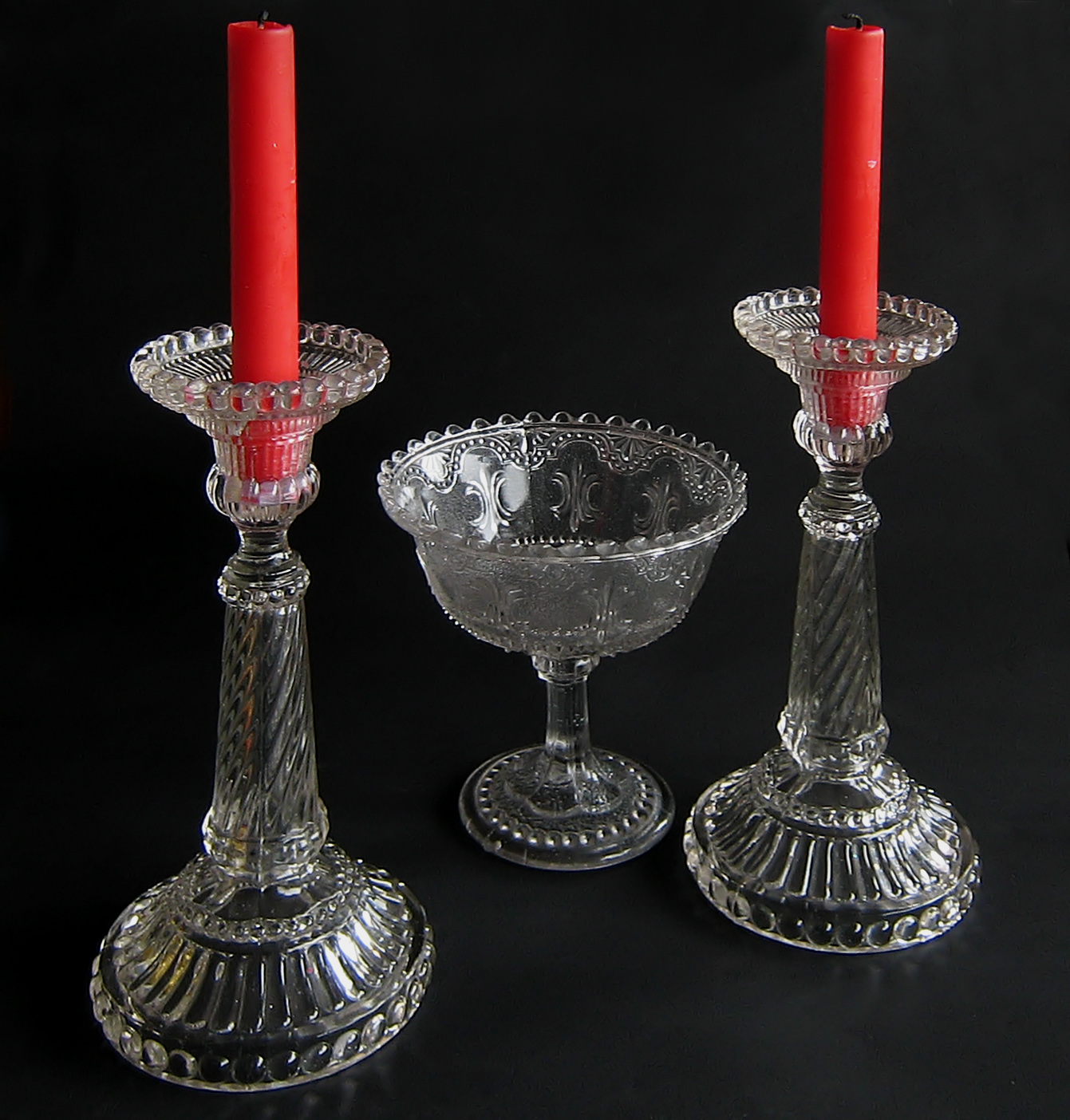
Kerzenhalter und Fußschale, um 1900